# 4246 Telemann
4246 Telemann è un asteroide della fascia principale. Scoperto nel 1982, presenta un'orbita caratterizzata da un semiasse maggiore pari a 2,2152032 UA e da un'eccentricità di 0,1750816, inclinata di 3,07643° rispetto all'eclittica.